# (30562) 2001 ON72
2001 أو أن 72 (ويعرف أيضًا باسم (30562) 2001 أو أن 72 وفق تسمية الكوكب الصغير) (بالإنجليزية: 2001 ON72)‏ هو كويكب ضمن حزام الكويكبات؛ وترتيبه 30562 من حيث الاكتشاف.
اكتُشف هذا الجُرم الفلكي بواسطة مرصد لويل للبحث عن الأجرام القريبة من الأرض في 21 يوليو 2001.

## وصلات خارجية
- (30562) 2001 ON72 في قاعدة بيانات مختبر الدفع النفاث لأجرام النظام الشمسي الصغيرة

- الاكتشاف · مخطط المدار ·  العناصر المدارية · المعلمات المادية

- (30562) 2001 ON72 على موقع ويكي سكاي: DSS2, SDSS, GALEX, IRAS, Hydrogen α, X-Ray, Astrophoto, Sky Map, Articles and images